# Військові операції, відмінні від війни

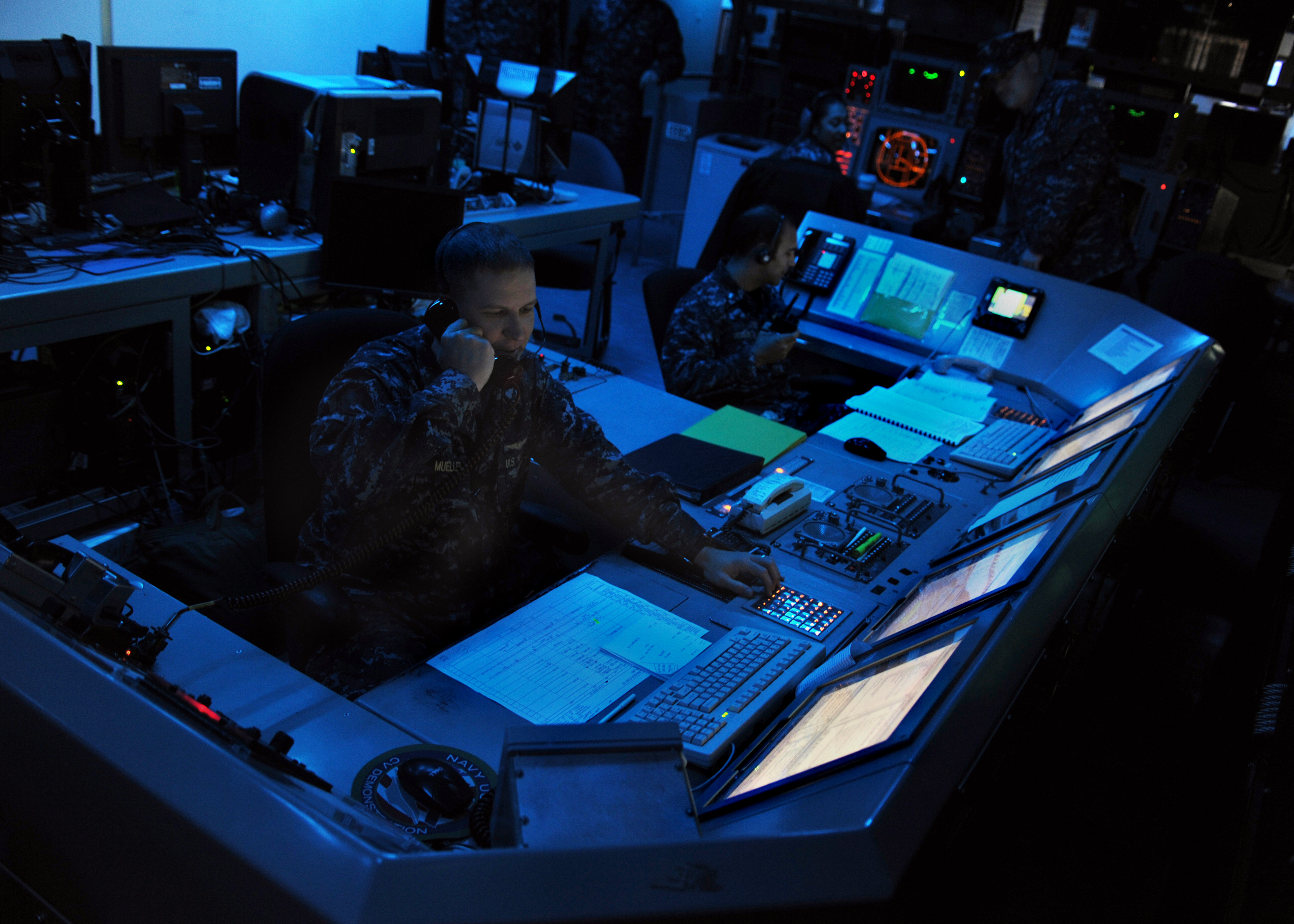
Офіцери ВМС США на борту авіаносця USS Abraham Lincoln (CVN-72) контролюють системи захисту під час операцій безпеки на морі.

Військові операції, відмінні від війни (MOOTW), зосереджені на стримуванні війни, вирішенні конфліктів, просуванні миру та підтримці цивільної влади у відповідь на внутрішні кризи. Фразу та акронім придумали військові Сполучених Штатів у 1990-х роках, але з тих пір вони вийшли з ужитку. Збройні сили Великої Британії створили еквівалентний або альтернативний термін, операції з підтримки миру (PSO). І MOOTW, і PSO охоплюють підтримання миру, встановлення миру, примус до миру та розбудову миру. Народно-визвольна армія розробила подібну концепцію на основі MOOTW, відому як «Військова діяльність, яка не пов’язана з війною», яка розширює MOOTW і включає низку заходів, які характеризуються як «Конфронтаційна», «Правоохоронна діяльність», «Допомога та порятунок» або «Кооперативний» характер.
MOOTW, що не передбачає застосування або загрози силою, включає гуманітарну допомогу та реагування на стихійні лиха. Існують спеціальні угоди, які сприяють проведенню операцій вогневої підтримки в рамках НАТО та чотиристоронньої робочої групи ABCA, до складу якої входять американський, британський, канадський та австралійський військові контингенти. Співпраця організована заздалегідь з угодами НАТО про стандартизацію (STANAGs) і чотиристоронніми угодами про стандартизацію (QSTAGs). Багато країн, які потребують допомоги під час стихійних лих, не мають двосторонніх угод; залежно від ситуації можуть знадобитися дії для встановлення таких угод.
MOOTW також включає контроль над озброєннями та підтримання миру.
Організація Об’єднаних Націй (ООН) визнає вразливість цивільних осіб у збройному конфлікті. Резолюція Ради Безпеки 1674 (2006) про захист цивільних осіб у збройному конфлікті посилює увагу міжнародної спільноти до захисту цивільних осіб під час операцій ООН та інших миротворчих операцій. Реалізація пункту 16 передбачає, що миротворчі місії отримають чіткі вказівки щодо того, що місії можуть і повинні робити для досягнення цілей захисту; щоб захист цивільних осіб надавався пріоритет у рішеннях щодо використання ресурсів; і що мандати захисту виконуються.

## Огляд
Цілі MOOTW можуть включати стримування потенційних агресорів, захист національних інтересів і підтримку цілей Організації Об'єднаних Націй (ООН).
Мирний час і конфлікт представляють два стани діапазону військових дій.
- Мирний час — це стан, у якому дипломатичні, економічні, інформаційні та військові сили використовуються в поєднанні одна з одною для досягнення національних цілей.
- Конфлікт — це унікальне середовище, в якому військові тісно співпрацюють з дипломатичними лідерами, щоб контролювати військові дії; а національне завдання зосереджено на цілі повернення до умов мирного часу.[3]

Перед планувальниками постає завдання знайти шляхи вирішення чи обходу унікальних масивів взаємопов’язаних обмежень, наприклад, питань, пов’язаних із бюджетуванням, навчанням і структурою сил. Невизначеності, які є властивими або маються на увазі, включають різноманітні політичні аспекти, які можуть вплинути на неочікуваний MOOTW.

## Австралія
Сили оборони Австралії звернули увагу на вивчення та розуміння мінливого геостратегічного середовища. MOOTW стає більш важливим там, де варіанти традиційного застосування військових інструментів стають дедалі обмеженішими.
Участь Австралії в миротворчих операціях ООН почалася в 1947 році.

## Канада
Навчальна програма програм військової підготовки Канади включає MOOTW. Канадська миротворча діяльність широко рекламується в Канаді.

## Китай
Нетрадиційні місії збройних сил Китаю перетворилися на все частіше використовуваний інструмент державного управління.
Народно-визвольна армія (НВА) створила спеціалізовані сили для військових операцій, крім війни. У журналі Science of Military Strategy за 2013 рік автори PLA сформулювали концепцію невійськової військової діяльності (NWMA), засновану на MOOTW, яка підкреслює «конфронтаційну», «правоохоронну», «допомогу та порятунок» і «кооперативну» військову діяльність як джерело. військової сили поряд із традиційним стримуванням і бойовими діями.

## Японія
Військові в Японії страждають від пацифістської післявоєнної конституції Японії. Це впливає на класифікацію вертольотоносців класу Hyūga, які є кораблями Японських морських сил самооборони (JMSDF). Місії цих кораблів обмежуються «військовими операціями, крім війни».

## Сполучене Королівство
Прозорливість сера Джуліана Корбетта (1854–1922) і його стратегічна точка зору відображені в сучасних застосуваннях MOOTW, які розширюють і оживляють формулювання Корбетта.
Еволюція британської тактики в Малайській надзвичайній ситуації (1948–1960) ілюструє уроки, засвоєні важким шляхом. Британці розробили стратегію з елементами, подібними до «військових операцій, крім війни». Генерал-лейтенант сер Гарольд Бріггс запропонував «досягти двох ключових цілей, щоб покласти край повстанцям — по-перше, захистити населення, а по-друге, ізолювати їх від партизанів».
Британські миротворчі війська в Боснії наприкінці 1990-х років займалися аналогічними цілями в процесі відновлення «нормального життя».

## Сполучені Штати
У військовій доктрині Сполучених Штатів військові операції, окрім війни, включають використання військового потенціалу в ряді операцій, які не відповідають війні. Через політичні міркування операції MOOTW зазвичай мають більш обмежувальні правила ведення бойових дій (ROE), ніж під час війни.
Хоча абревіатура MOOTW нова, поняття ні. База даних RAND ідентифікує 846 військових операцій, крім війни, між 1916 і 1996 роками, в яких ВПС США або їхні попередники зіграли помітну роль.

## Сінгапур
Збройні сили Сінгапуру (SAF) передбачають постійну потребу в звичайних військових компетенції в осяжному майбутньому, але місії, в яких використання мінімальних  сила є правилом, а не винятком, і очікується, що її значення буде зростати. Досконале володіння MOOTW вимагає значно більшого та дещо іншого набору навичок, ніж традиційні бойові дії. У цьому контексті SAF розробляє нові навчальні програми для керівників малих підрозділів. Процес навчання та підготовки професійних SAF, здатних виконувати широкий спектр операцій, передбачає збільшення MOOTW. Ці люди повинні бути готові стати «миротворцями, послами доброї волі та переможцями сердець і розумів».
У 1999 році сінгапурський контингент миротворців ООН у Східному Тиморі був наймасштабнішою місією MOOTW, здійсненою SAF. Зобов’язання включало три танкодесантних кораблі (LSTs), медичні групи, C-130, військових спостерігачів і матеріально-технічну підтримку.

## Швеція

### Вибрані шведські розгортання
- Збройні сили Швеції проводили операції підтримки під час лісових пожеж у 2014 та 2018 роках.
- Операція «Глорія», 2020– триває. Підтримка шведської цивільної влади під час пандемії COVID-19 у Швеції.

## Індія
Індійській армії доручено багато інших операцій, крім війни, таких як операція «Садбгавана» («Добра воля», також можна перекласти як «Гармонія») у Джамму та Кашмірі та операція «Самаританин» на північному сході Індії. Операція «Садбгавана» має на меті обмежити відчуження населення та руйнування інфраструктури в Джамму та Кашмірі в районах, де урядова адміністрація не досягла успіху через повстання. Ініціативи соціального забезпечення включають армійські школи доброї волі, навчальні та мотиваційні тури, оздоровчі табори, розширення прав і можливостей жінок і молоді та розвиток інфраструктури.
Сили оборони Індії також беруть участь у різних миротворчих місіях ООН.